# Хмеймим (авиабаза)
Авиабаза «Хмеймим» (араб. حميميم الجوية) — сирийская авиабаза, используемая Россией и являющаяся основной базой российского военного контингента в Сирии, на которой размещена авиационная группа ВВС ВКС России. Авиабаза использует некоторые объекты Международного аэропорта имени Басилия Аль-Ассада. Правовой статус базы регулируется соглашением между Россией и Сирией, подписанным в августе 2015 года. В конце 2017 года Россия заявила, что она решила превратить авиабазу Хмеймим в место постоянной дислокации своего военного контингента, размещенного в Сирии. Россия планирует создать постоянную авиабазу и использовать ее после выхода из Сирии.

## История
В соответствии с пунктом 4 статьи 2 Соглашения между Российской Федерацией и Сирийской Арабской Республикой о размещении авиационной группы Вооружённых сил Российской Федерации на территории Сирийской Арабской Республики от 26 августа 2015 года, часть территории аэродрома Хмеймим передана на безвозмездной основе российской стороне.
С 30 сентября 2015 года на аэродроме размещены основные силы Группировки войск (сил) Вооружённых сил Российской Федерации в Сирийской Арабской Республике, включая штаб группировки, авиационную группу ВКС России и Центр по примирению враждующих сторон и контролю за перемещением беженцев.
С 7 марта 2025 года на аэродроме размещаются сотни сирийских беженцев из окрестных районов, укрывающиеся от массовых расправ, проводимых антиасадовскими вооруженными формированиями.

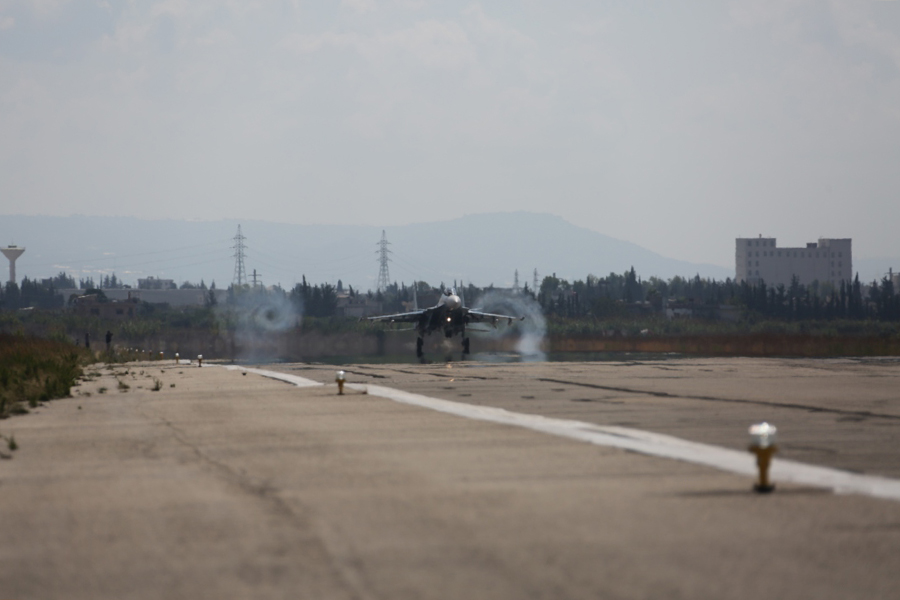
Боевая работа российской авиации на аэродроме

## Происшествия и катастрофы
10 октября 2017 года при разгоне на взлет с авиабазы «Хмеймим» для выполнения боевого задания выкатился за пределы взлетно-посадочной полосы и разбился самолет Су-24. Экипаж самолета (2 человека) не успел катапультироваться и погиб. Возможной причиной инцидента в Минобороны РФ назвали неисправность самолета.
31 декабря 2017 года, в результате минометной (по другим данным — ракетной) атаки российской авиабазы «Хмеймим» было уничтожено 7 самолетов: 4 фронтовых бомбардировщика Су-24, 2 многоцелевых истребителя Су-35С и один военно-транспортный самолет Ан-72. Также был уничтожен склад боеприпасов. Ранения могли получить более десяти военнослужащих. 4 января Министерство обороны РФ вынуждено было признать факт минометного обстрела, но заявило о смерти двух российских военнослужащих и отрицало информацию об уничтожении самолетов ПКС России.
31 декабря 2017 года повстанцы обстреляли из минометов авиабазу, в результате чего были уничтожены по меньшей мере четыре бомбардировщика Су-24, два истребителя Су-35С, военно-транспортный самолет Ан-72 и состав боеприпасов, разорвавшийся после попадания в него минометного патрона. Точное количество погибших официально не разглашалось, однако различные источники сообщали о 2–5 погибших.
В ночь на 6 января 2018 вооруженные группировки в Сирии использовали 13 ударных беспилотников при попытке атаки на авиабазу «Хмеймим». По сообщению министерства обороны РФ атака была успешно сорвана, беспилотники были сбиты или посажены на землю. По данным минобороны РФ, у базы Хмеймим были обнаружены десять беспилотников. В министерстве заверили, что пострадавшего или материального ущерба на российских военных объектах нет.
6 марта 2018 года, при заходе на посадку, на авиабазе Хмеймим, около 14:00, потерпел крушение российский транспортный самолет Ан-26. Самолет столкнулся с землей, не долетев 500 метров до взлетно-посадочной полосы. По предварительным данным, на борту самолета находились 26 пассажиров и шесть членов экипажа. Все они погибли. Причиной аварии могла стать техническая неисправность. По словам очевидцев, Ан-26 резко отклонился в сторону. Незадолго до падения самолет начал терять высоту, а в падении у него отломилось крыло. Впоследствии количество погибших возросло, по уточненным данным на борту Ан-26 находились 33 пассажира и шесть членов экипажа. Среди пассажиров самолета было 26 офицеров и генерал-майор Владимир Еремеев.
5 мая 2018 года после взлета с авиабазы недалеко от города Джебла в Средиземное море упал истребитель Су-30СМ, оба пилота погибли. Огневое влияние на самолет зафиксировано не было, поэтому основной версией является техническая неисправность или попадание птицы в двигатель.
17 сентября 2018 при заходе на посадку сирийским С-200 в результате «дружеского огня» был сбит российский самолет радиоэлектронной разведки Ил-20. Все 15 членов экипажа погибли. Место падения самолета расположено в 27 км западнее населенного пункта Банияс.
Ночью 3 октября 2024 года в ходе операции «Стрелы севера» Армия обороны Израиля (ЦАХАЛ) нанесла авиаудар по складу боеприпасов, расположенному недалеко от авиабазы в районе города Джабла на сирийском побережье.  По данным израильских военных, склад использовался для контрабанды оружия, в том числе поставок из Ирана, предназначенных для группировки «Хезболла».  Согласно свидетельствам местных жителей, сирийская и российская системы противовоздушной обороны пытались отразить удар, однако неудачно.